# Edwin Encarnación
Edwin Elpidio Encarnación (né le 7 janvier 1983 à La Romana, République dominicaine) est un frappeur désigné de la Ligue majeure de baseball. 
À l'origine un joueur de troisième but qui joue ensuite au premier but, il évolue pour les Reds de Cincinnati de 2005 à 2009 et pour les Blue Jays de Toronto de 2009 à 2016. Il frappe 239 circuits en 7 saisons et demie pour Toronto et représente l'équipe trois fois au match des étoiles.
2019 Seattle Mariners
2019 fin mai Yankees NYY

## Carrière

### Débuts

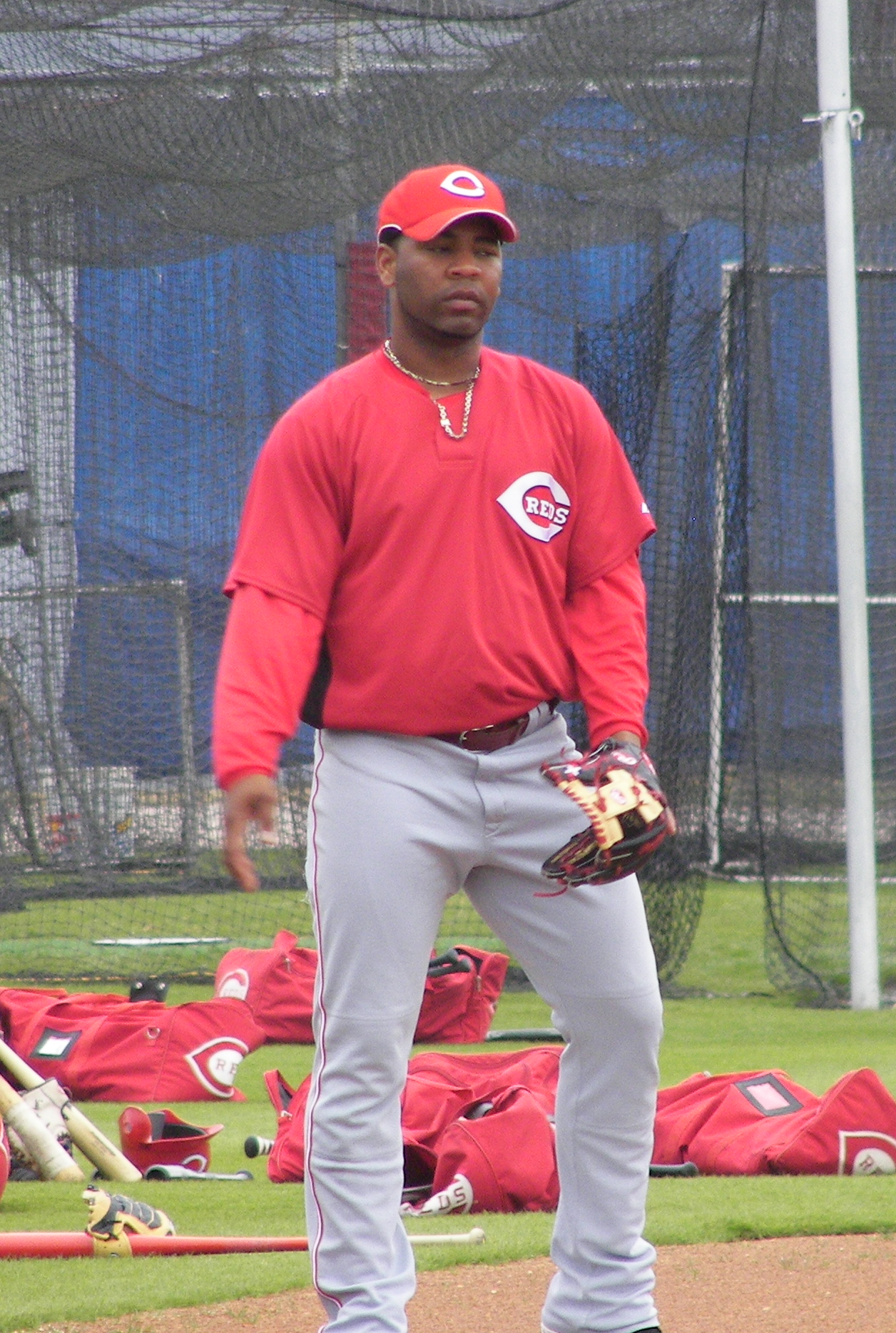
Edwin Encarnación au camp d'entraînement des Reds de Cincinnati en février 2008.

Edwin Encarnación est repêché en 9e ronde en 2000 par les Rangers du Texas, mais il ne joue jamais avec cette équipe puisqu'il est échangé aux Reds de Cincinnati le 15 juin 2001, les Rangers le transférant en compagnie du voltigeur Ruben Mateo pour obtenir les services du lanceur Rob Bell.

### Reds de Cincinnati
Encarnación joue son premier match dans les majeures le 24 juin 2005 avec les Reds de Cincinnati. Il réussit son premier coup sûr dans les grandes ligues le 1er juillet comme frappeur suppléant opposé au lanceur Andy Pettitte, des Astros de Houston. Le 29 juillet à San Diego, il claque son premier circuit en carrière, aux dépens de Craig Breslow des Padres.
Après s'être aligné avec les Reds dans 69 parties en 2005, Edwin Encarnación dispute sa première saison complète en 2006. Il frappe pour .276 de moyenne au bâton avec 15 circuits et 72 points produits en 117 matchs.
La saison suivante, en 2007, il élève son jeu d'un cran alors qu'il totalise 16 circuits et des sommets personnels de 145 coups sûrs et 76 points produits en 139 matchs, tout en maintenant une moyenne offensive de .289.
En 2008, Encarnación démontre davantage de puissance avec un record personnel de 26 coups de circuit. Cependant, sa moyenne au bâton chute à .251 et il est fréquemment retiré sur des prises (102 fois durant l'année). Il complète la campagne avec 68 points produits.
Blessé au poignet gauche au camp d'entraînement en 2009, Encarnación est placé sur la liste des joueurs blessés en avril. 

### Blue Jays de Toronto

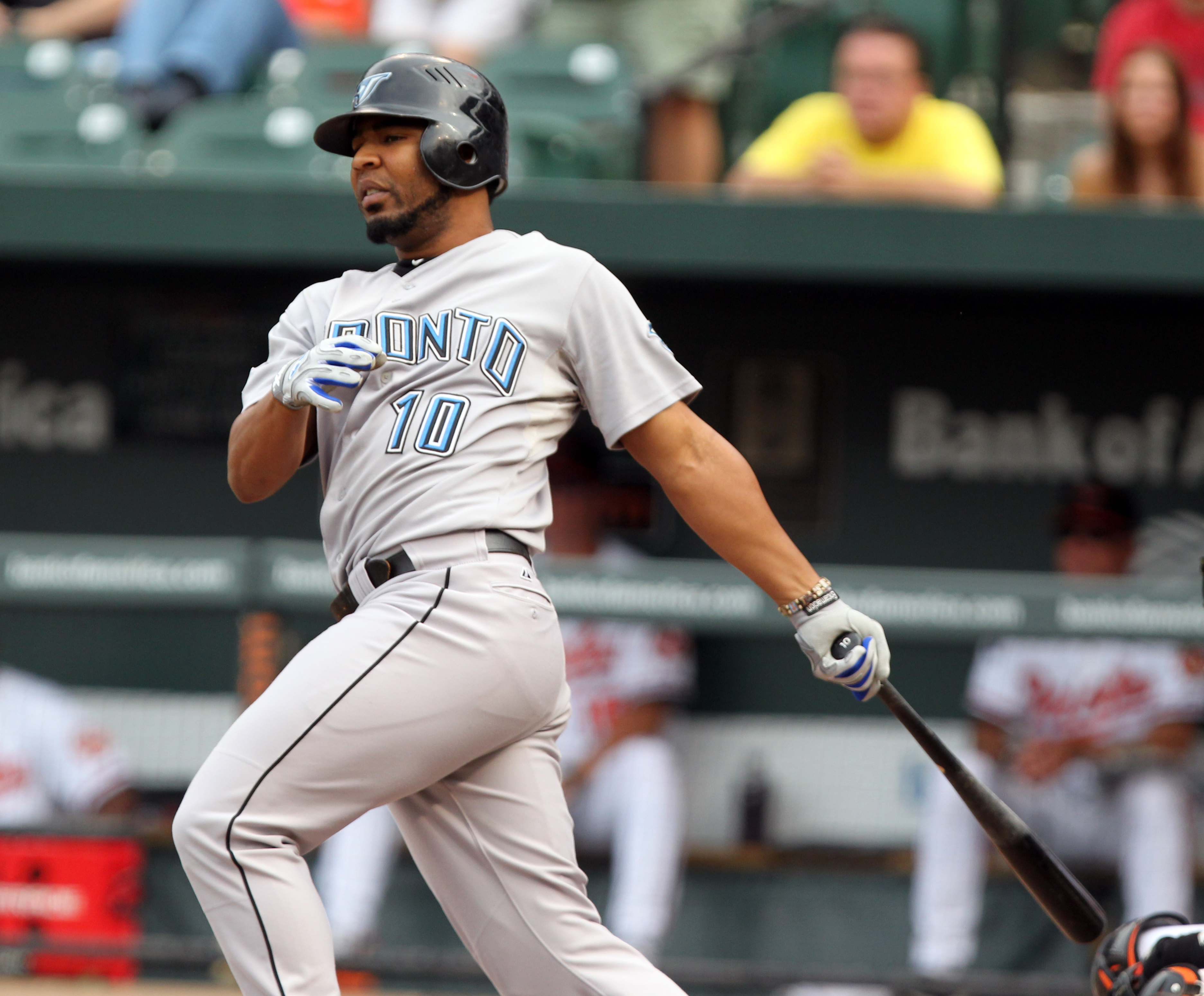
Edwin Encarnación en 2011.

À la date limite des transactions le 31 juillet 2009, Encarnación plafonne chez les Reds avec une moyenne au bâton de seulement .209. Cincinnati le transfère aux Blue Jays de Toronto avec les lanceurs Josh Roenicke et Zach Stewart pour obtenir le joueur de troisième but étoile Scott Rolen. Encarnación termine 2009 avec un total de 13 circuits et 39 points produits, et une moyenne de .225 en 85 parties.
En janvier 2010, le joueur des Blue Jays est hospitalisé en République dominicaine pour des brûlures mineures au visage causées par des feux d'artifice le soir du Nouvel an.
Dès le début de la saison 2010, la blessure au poignet gauche de l'année précédente réapparaît, forçant le joueur à faire un autre séjour sur la liste des blessés. 
Le dominicain dispute 96 matchs pour Toronto en 2010. Il frappe pour .244 avec 21 coups de circuit, aidant les Blue Jays à dominer les ligues majeures à ce chapitre, et 51 points produits.
Soumis au ballottage à l'automne 2010, Encarnación est réclamé le 12 novembre par les Athletics d'Oakland. Ceux-ci le laissent cependant filer en décembre, prévoyant confier plutôt le poste de troisième but à Kevin Kouzmanoff pour la saison 2011. Encarnación retourne à Toronto lorsqu'il accepte le 16 décembre 2010 un contrat d'un an et une année d'option avec les Blue Jays. Les Jays envisagent d'employer Encarnación comme frappeur désigné en 2011 et des 134 parties qu'il joue en 2011, soixante-dix sont dans ce rôle. Il frappe pour .272 de moyenne au bâton avec 17 coups de circuit et 55 points produits.

#### Saison 2012
Le 12 juillet 2012, Encarnación accepte une prolongation de contrat de 3 saisons pour 27 millions de dollars, le liant aux Jays jusqu'en 2015 avec une option pour la saison 2016.
Il connaît sa meilleure saison en 2012 avec 42 circuits pour Toronto, ce qui le place quatrième dans la Ligue américaine. Il se classe cinquième de la ligue pour le pourcentage de présence sur les buts (.384) et la moyenne de puissance (.557), et troisième pour les points produits avec 110. À la fin de la saison, il prend le 11e rang du vote désignant le joueur par excellence de la ligue.

#### Saison 2013

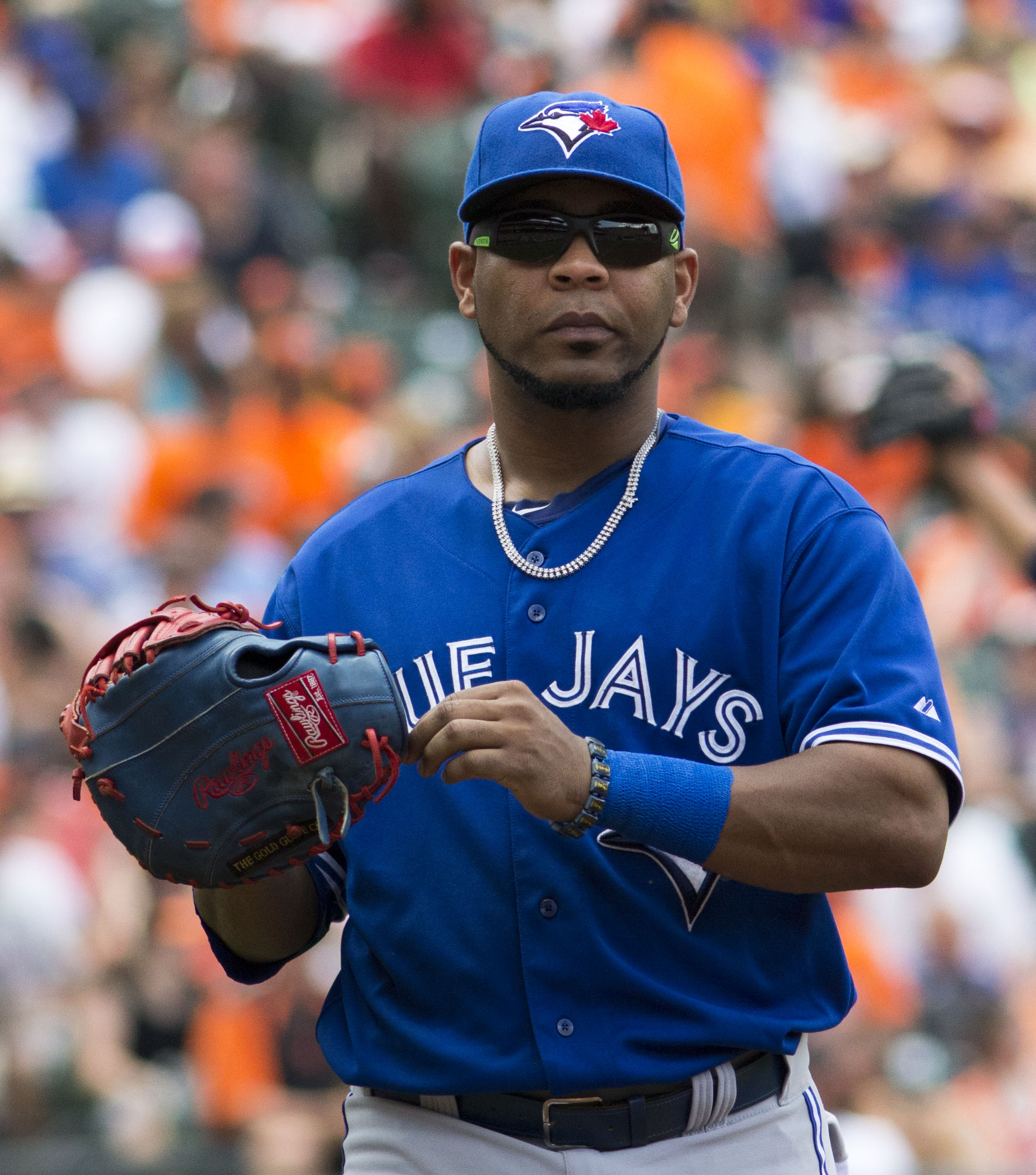
Edwin Encarnación en juillet 2013.

Il fait suite à sa belle saison 2012 en étant pour la première fois invité au match des étoiles en 2013. En 142 matchs des Jays, il mène le club pour les circuits (36), les coups sûrs (144), les doubles (29), les points marqués (90), les points produits (104), les buts-sur-balles (82), la moyenne de présence sur les buts (.370) et la moyenne de puissance (.534).
Il termine cette fois 14e au vote désignant le joueur par excellence de la Ligue américaine.

#### Saison 2014
En mai 2014, Encarnación bat le record de franchise des Blue Jays pour le plus grand nombre de coups de circuit en un mois, dépassant la marque de 14 établie par son coéquipier José Bautista en juin 2012.
Au cours d'un mois historique, Encarnación égale le record de la Ligue américaine établi en 1956 par Willie Mays pour le nombre de circuits en mai avec 16, un nombre qu'il atteint le 29 mai avec un match où il frappe deux longues balles face aux Royals de Kansas City. Il s'approche à un circuit du record des majeures en mai, établi par Barry Bonds en 2001. Encarnación, qui ne frappe son premier coup de quatre buts du mois que le 6 mai, égale aussi un record des majeures avec 5 matchs de plus d'un circuit dans n'importe quel mois, rééditant les performances de Harmon Killebrew en mai 1959 pour les Twins du Minnesota et d'Albert Belle pour les Indians de Cleveland de 1995. Encarnación mène les majeures au cours du mois de mai 2014 avec 16 circuits, 22 coups sûrs de plus d'un but et une moyenne de puissance de .763. Ses 33 points produits sont le 2e plus haut total en un mois par un joueur des Blue Jays après le record de 34 établi par Carlos Delgado en juin 2003. Sans surprise, Encarnación est élu joueur par excellence du mois de mai dans la Ligue américaine.
Il est invité au match des étoiles 2014 mais, blessé au quadriceps dans un match contre les Angels quelques jours plus tôt, il doit renoncer à cette seconde sélection pour la classique annuelle.

#### Saison 2015
Il frappe 3 circuits, dont un grand chelem, et amasse 9 points produits le 29 août 2015 dans une victoire de 15-1 des Blue Jays à Toronto sur les Tigers de Détroit. Ce grand chelem, son 3e de la saison 2015, égale le record de franchise des Blue Jays établi par Carlos Delgado en 1997 et Darrin Fletcher en 2000 pour le plus grand nombre en une année.
Du 26 juillet au 31 août 2015, Encarnación connaît une série de matchs avec au moins un coup sûr qui dure 26 parties. Il s'agit de la seconde plus longue série du genre dans l'histoire des Blue Jays (après le record de 28 matchs de Shawn Green en 1999), de la plus longue en 2015 dans les majeures, et en date du 1er septembre 2015 il a atteint les buts dans 32 matchs consécutifs.
Il est nommé meilleur joueur du mois d'août 2015 dans la Ligue américaine, qu'il mène durant cette période pour la moyenne au bâton (.407), la moyenne de puissance (.907) et les coups sûrs de plus d'un but (21). Il frappe 11 circuits en août et produit 35 points. Encarnación et Josh Donaldson sont la première paire de coéquipiers depuis Babe Ruth et Lou Gehrig des Yankees de New York en juillet 1931 à avoir au moins 10 circuits et 35 points produits en un seul mois.

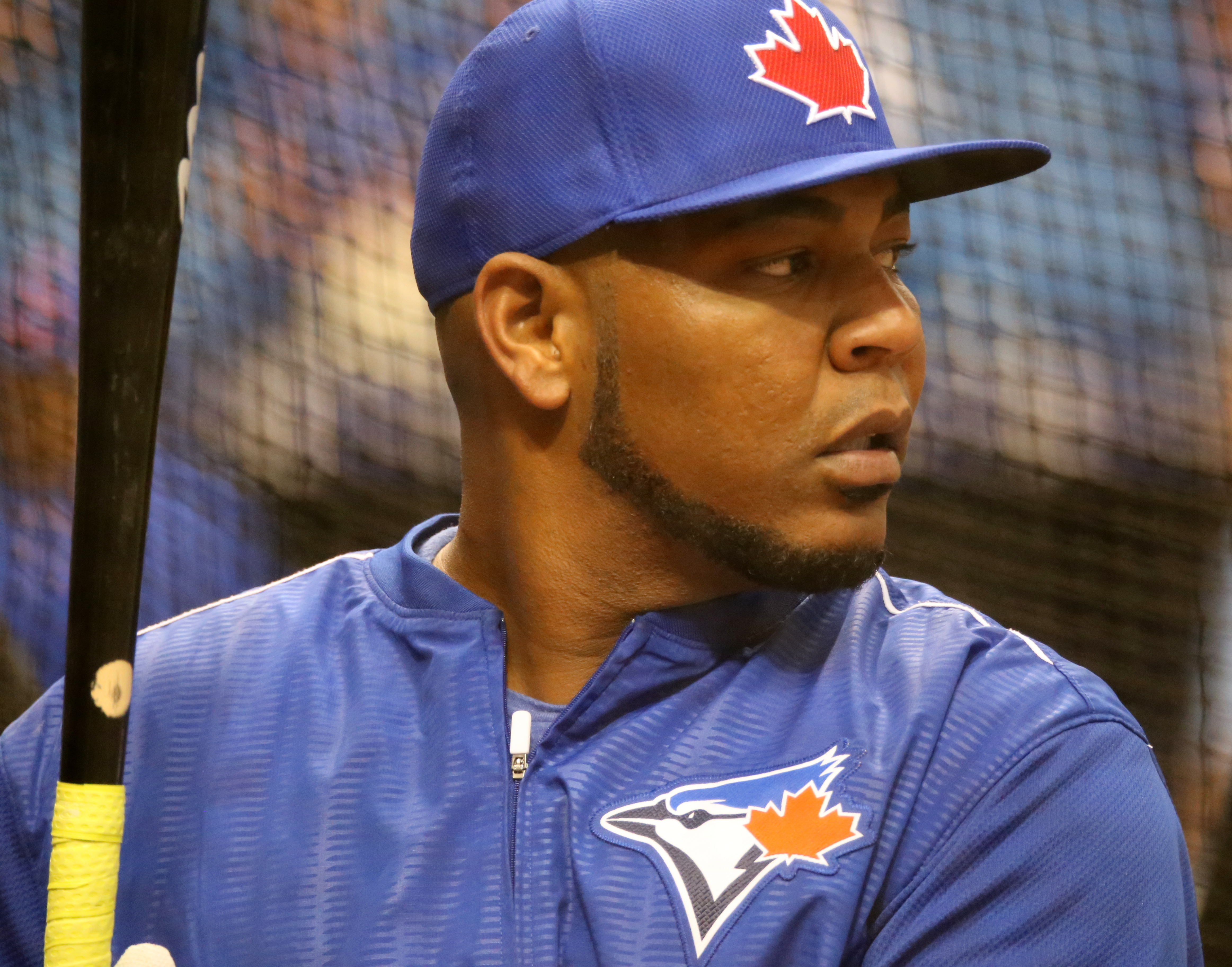
Edwin Encarnación avec Toronto au premier jour de la saison 2016.

Le 9 septembre 2015, Encarnación atteint les buts pour un 39e match de suite, battant le record d'équipe de 38 établi par Carlos Delgado en 1998. Il atteint les buts dans 44 matchs de suite, nouveau record des Blue Jays, du 21 juillet au 17 septembre.  

#### Saison 2016
Il frappe 42 circuits pour les Blue Jays en 2016, égalant son meilleur total en carrière établi en 2012. Avec 127 points produits, il est le meneur de la saison dans la Ligue américaine.
Son circuit de 3 points en fin de 11e manche du match de meilleur deuxième de la Ligue américaine le 4 octobre 2016 à Toronto permet aux Blue Jays d'éliminer les Orioles de Baltimore et de passer en 
Série de divisions.

### Indians de Cleveland
Le 5 janvier 2017, Encarnación signe un contrat de 60 millions de dollars pour 3 saisons avec les Indians de Cleveland.

## Style
Encarnación est connu pour sa manière caractéristique de contourner les buts après avoir frappé un coup de circuit, nommée « Edwing » (un jeu de mots avec son prénom et le mot anglais « wing », ou « aile » en français) ou encore « Walking the parrot » (« promener le perroquet »). Il contourne les buts tenant son bras droit incliné devant lui, perpendiculaire à son corps. Ce geste, remarqué la première fois le 28 avril 2012 après un grand chelem contre Hisashi Iwakuma des Mariners de Seattle,, amuse ses coéquipiers et les internautes, qui élèvent en mème un gif animé de la séquence où Encarnación court autour des buts avec un perroquet (ou parfois un geai bleu) photoshoppé sur le bras. Le gif a originellement été créé en mai 2013 par Archi Zuber et Scott Johnson, deux contributeurs au blog Drunk Jays Fans. « Promener le perroquet » est une phrase devenu synonyme d'Encarnación frappant un coup de circuit.